# Janjucetus hunderi
Janjucetus hunderi is een uitgestorven walvis. Zijn naam komt van het dorp Jan Juc (Janju) en het Latijnse woord van walvis: cetus, hunderi is ter ere van de heer S. Hunder die het holotype ontdekte. Het dier leefde 25 miljoen jaar geleden, in het Oligoceen, in Australië en werd 3,5 meter lang. In tegenstelling tot de moderne baleinwalvissen bezat het dier grote tanden voor het grijpen en versnipperen prooi en miste het baleinen. De grote ogen en scherpe tanden lijken aan te geven dat het een actieve jager was zoals een zeeluipaard.
Het joeg waarschijnlijk op grote vissen en was eigenlijk een zeer primitieve walvis.